# 和束町営バス

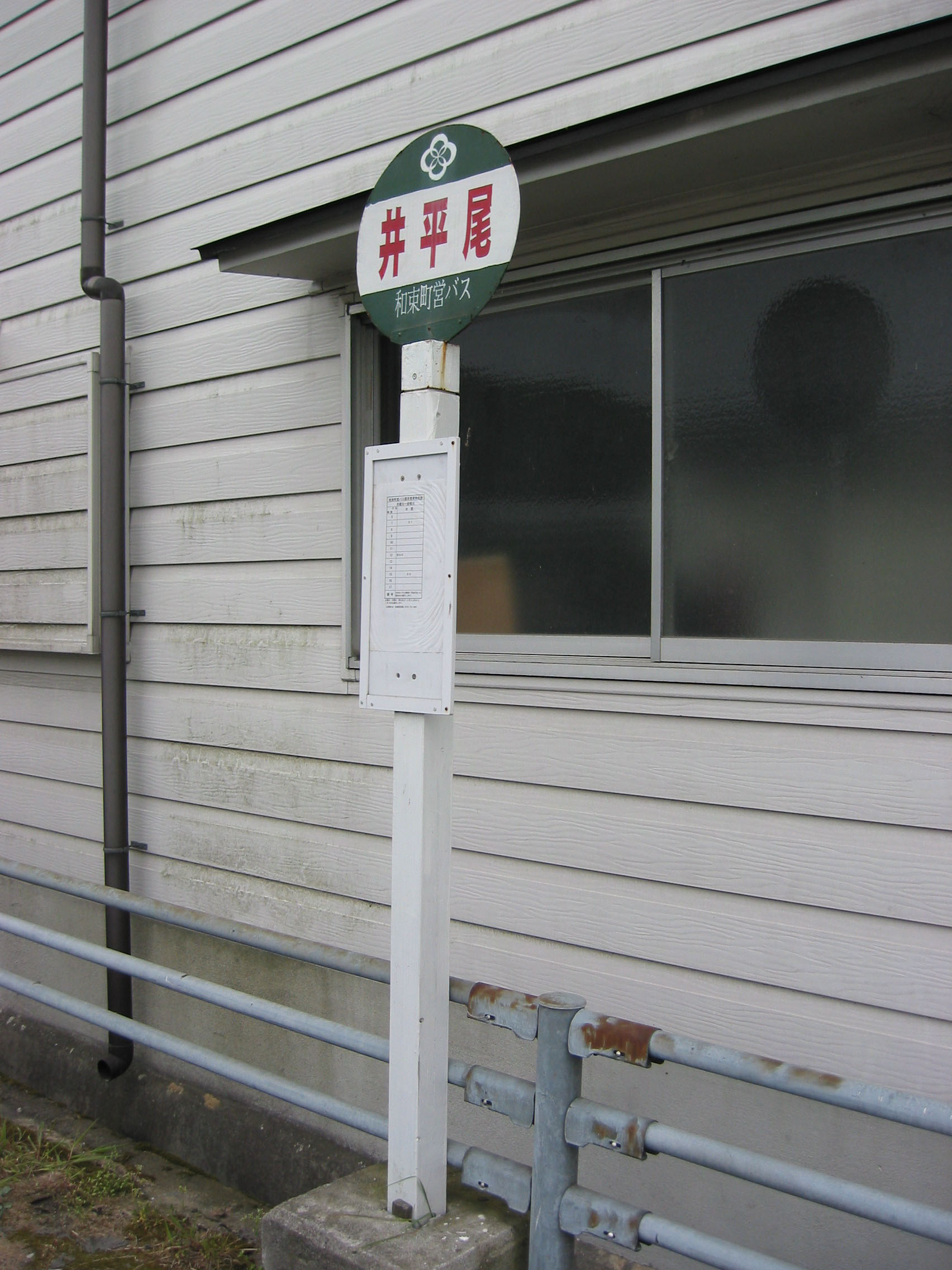
和束町営バスのバス停

和束町営バス（わづかちょうえいバス）は、京都府相楽郡和束町にて運行していた自治体バスである。

## 概要
- 運賃は10円単位の区間制。小学生以下は半額（10円未満の端数は切り上げ）で、1歳未満の乳児、及び保護者同伴の未就学の幼児1人分は無料。10％引きの回数券もある。
  - 定期券は通勤用、通学用、通園用がある。通学用の期間は学期単位で、通勤用は期間が1ヵ月、3ヵ月、6ヵ月のものがある。
- 土曜・日曜・祝日及び年末年始（12月28日～1月4日）は運休。
- 運行形態は、自家用自動車（白ナンバー車）による有償運送である。

## 沿革
- 1984年4月2日 国鉄バス路線の廃止による代替として、和束町営バス奥畑線運行開始。[1]
- 2003年4月1日 奥畑線を運行休止。
- 2015年6月30日 木屋線、保育園線を運行休止。この日をもって町営バスを廃止。[2]

## 路線

### かつて運行していた路線
木屋線
- 小学校前 - 中学校前 - 和束河原 - 井平尾 - 木屋
  - 小学校前 - 井平尾の区間内は奈良交通の路線が存在するため利用不可。

保育園線
- 木屋 - 小学校前 - 中学校前 - 中杣田 - ミドリ橋 - 中和束 - 東和束 - 撰原 - 石寺 - 西和束 - 運動公園前 - 別所 - 中西団地前 - 東和束 - 小杉 - 湯船 - 原山 - 東和束
  - 保育園児専用である（園児用の定期運賃しか設定されていない）。

奥畑線
- 和束河原 - 山の家前 - 運動公園前 - 白栖 - 西和束 - 東出 - 石寺 - 奥畑 - 口畑 - 仏生寺 - 近城岡崎 - 恭仁大橋 - 中森 - 加茂駅
  - 和束河原 - 山の家前の区間内、近城岡崎 - 加茂駅の区間内と、両区間相互の利用は不可だった。

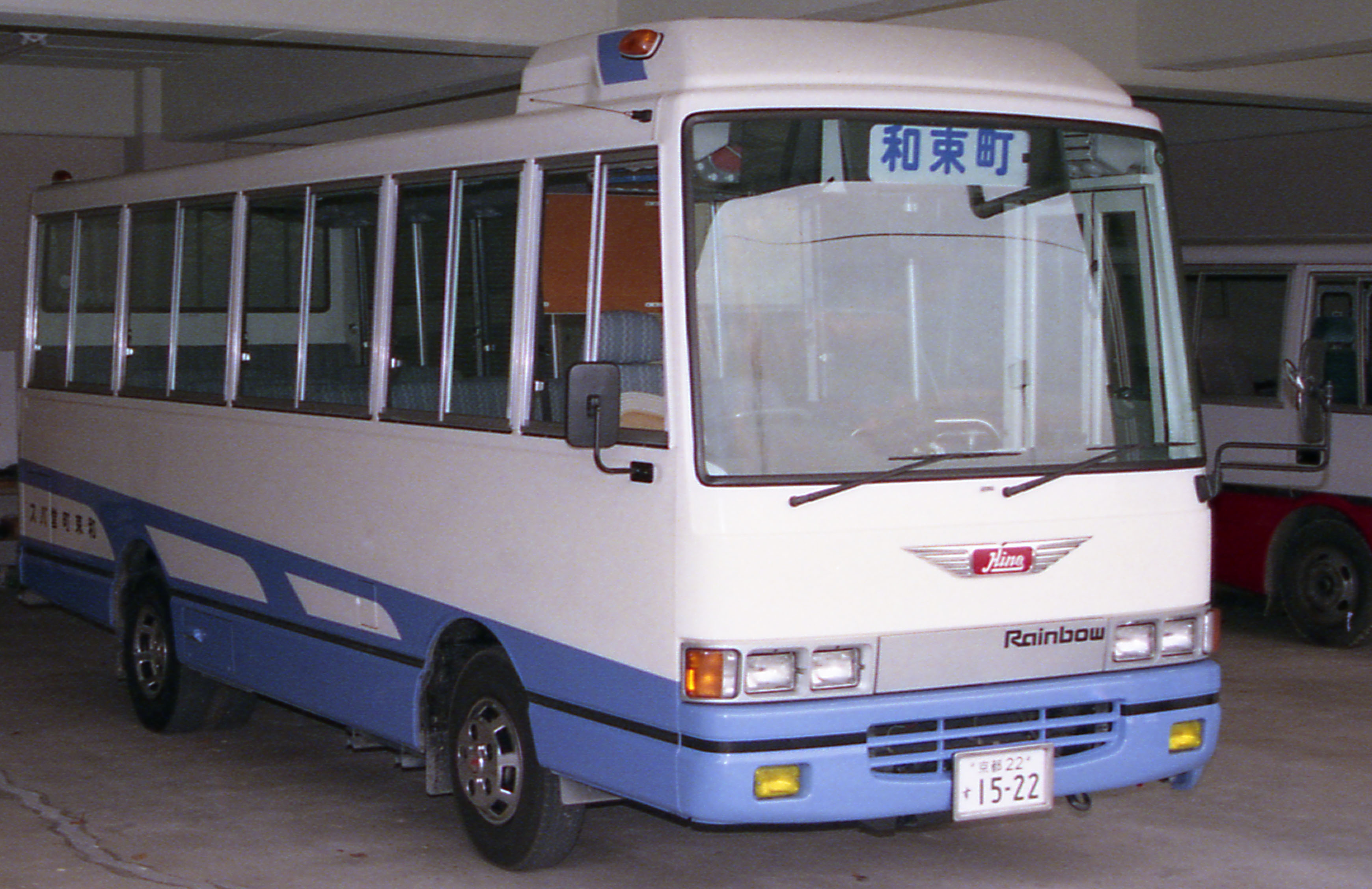
和束町営バス（奥畑線）の車両（1996年当時）